# Araiobelus maculipennis
Araiobelus maculipennis is een keversoort uit de familie Belidae. De wetenschappelijke naam van de soort is voor het eerst geldig gepubliceerd in 1925 door Lea.